# Colleferro
Colleferro (IPA: /kɔlleˈfɛrro/) è un comune italiano di 20 438 abitanti della città metropolitana di Roma Capitale nel Lazio.

## Geografia fisica

### Territorio
(Guido Piovene)
La città di Colleferro, nel cui territorio scorre il Sacco, si trova nella Valle del Sacco.

### Clima
- Classificazione climatica: zona D, 1571 GR/G

## Origini del nome
Il nome Colleferro non è legato al ferro. Si tratta probabilmente della conversione del valore fonetico della F in V, come nel latino e nell'etrusco. Originariamente infatti, doveva essere Colle Verro (verro indica il maiale selvatico). Il nome è strettamente legato al sito del villaggio di Verrugine o Verrugo dove si scontrarono Equi, Volsci, Romani, Latini ed Ernici. Il nome potrebbe anche avere origine dall'unione delle parole uers, (l'altopiano, la parte superiore) e iugum (sommità, cima, cresta) o di verres (verro, maiale) e iugo (aggiogare). La derivazione può anche essere da ver che indica “primavera” associato a iugo nel suo significato di “congiungere, unire, legare insieme”.

## Storia
Nella zona sono stati ritrovati reperti risalenti all'età del bronzo e all'età del ferro.
Altri reperti dell'alta Valle del Sacco e della catacomba di Sant'Ilario ad bivium, che vanno dal paleolitico fino ad epoche medievali, sono oggi conservate nell'antiquarium comunale.

### Età romana
Da Appiano e Plutarco si può apprendere che nell'82 a.C. nell'area di Colleferro si svolse la battaglia decisiva, conclusasi a favore di Silla, della guerra civile romana contro Gaio Mario il Giovane. Al termine dell'assedio Mario si suicidò.

### Il Novecento

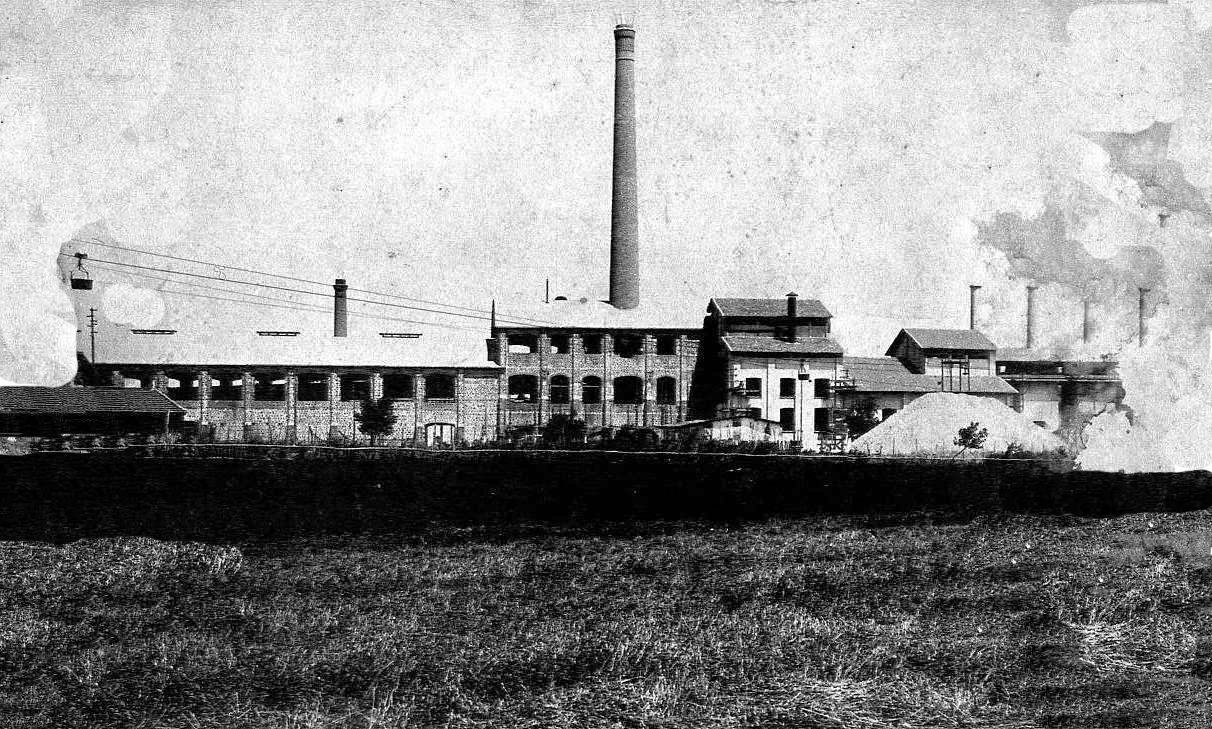
Zuccherificio Valsacco

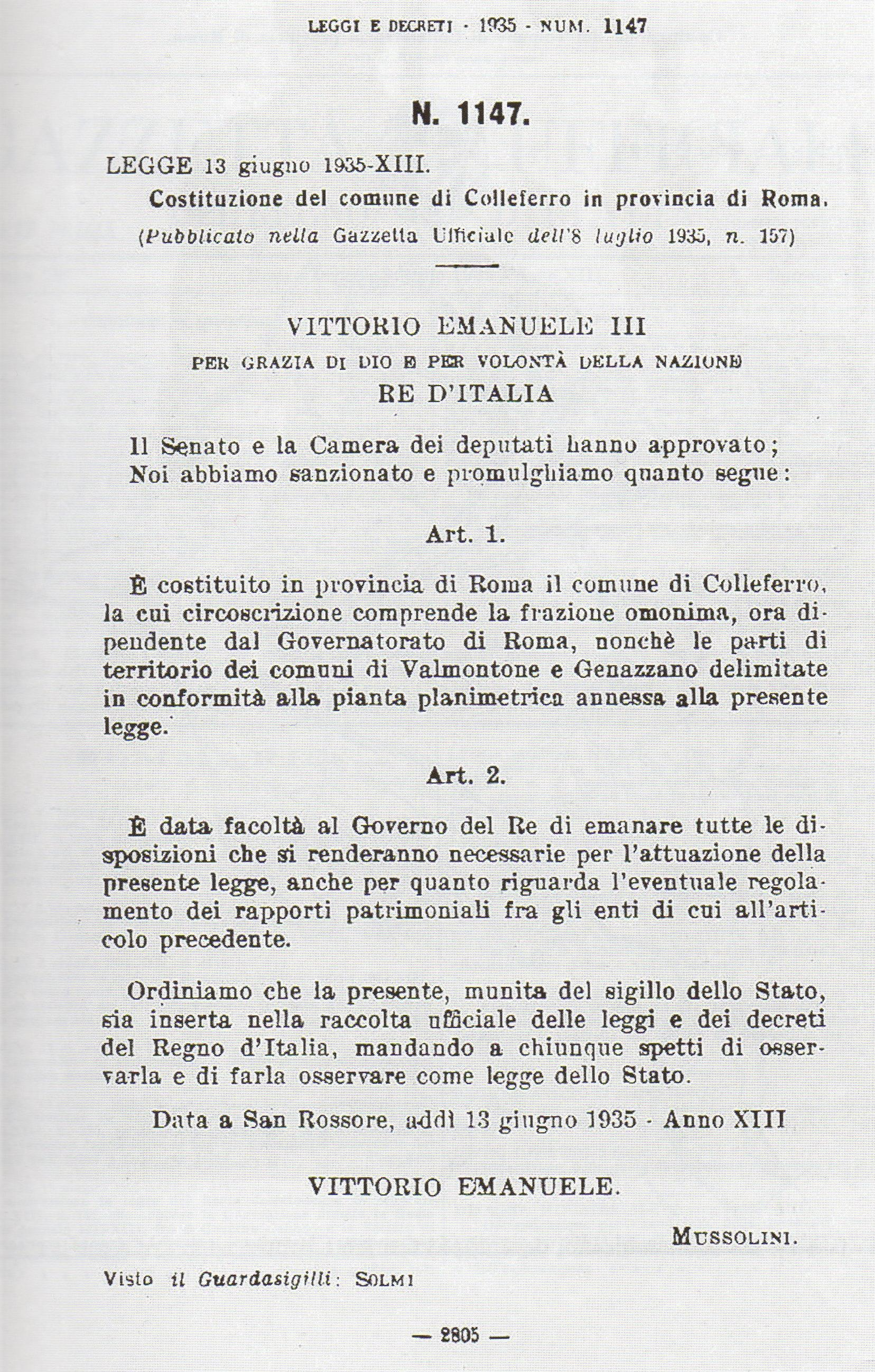
Gazzetta ufficiale del 13 giugno 1935, Costituzione comune Colleferro

Lo sviluppo di Colleferro ebbe inizio nel 1912, con la conversione dello zuccherificio della Società Valsacco che era stato in disuso da anni, in fabbrica per la produzione di esplosivi. Il primo nucleo di case fu costruito presso la stazione ferroviaria "Segni-Paliano", poi chiamata stazione di Colleferro-Segni-Paliano in seguito alla nascita del comune di Colleferro.
La città di Colleferro viene segnata dallo scoppio avvenuto la mattina di sabato 29 gennaio 1938 nello stabilimento Bombrini Parodi Delfino, nel quale morirono 60 persone e ne rimasero ferite più di 1 500. La strage si verificò con due esplosioni: la prima alle 7:40, per colpa di un operaio che usò uno scalpello di ferro provocando scintille che fecero subito alzare fiamme giunte a toccare 10 metri, mentre la seconda, più potente, si ebbe alle 8:05.
Il 18 giugno 1939 il principe Umberto di Savoia venne in piazza Italia per consegnare 67 ricompense al valor militare, di cui 60 furono alla memoria dei caduti e 7 ai superstiti che aiutarono gli altri a salvarsi. 
La notizia di questa esplosione venne riportata anche sul Times.
L'ingegnere Leopoldo Parodi Delfino (già senatore e figlio del fondatore della Banca d'Italia) e il senatore Giovanni Bombrini fondarono la fabbrica di esplosivi Bombrini Parodi Delfino, e, insieme allo stabilimento, venne creato un nuovo nucleo di case, conosciuto come "Villaggio BPD", nel quale si trasferirono numerosi operai con le loro famiglie, provenienti da diverse regioni d'Italia. Nella località era anche presente anche la "Calce e cementi Segni" (successivamente acquisita dalla Italcementi), che portava e lavorava il materiale estratto dalle cave della vicina città di Segni per produrre cementi per l'edilizia.
Il territorio di Colleferro, prima appartenente ai comuni di Valmontone, di Roma e di Genazzano, continuò la propria espansione urbana per tutti gli anni venti e trenta, fino a divenire comune nel 1935.
Successivamente il comune di Colleferro aggiunse al proprio territorio piccole porzioni dei comuni limitrofi di Segni e di Paliano.
Durante la seconda guerra mondiale Colleferro fu ripetutamente bombardata con l'obiettivo di distruggere lo stabilimento di esplosivi. La cittadinanza trovò riparo in una serie di grotte e cunicoli realizzati sotto il "Villaggio BPD" e noti con il nome di "Rifugi".

### Cronistoria del Novecento
- 1898 - Viene costituita la Società Valsacco per la lavorazione delle barbabietole.

Lo Zuccherificio viene costruito davanti alla stazione ferroviaria di Segni-Paliano. Molte famiglie di operai si trasferiscono nei dintorni dello stabilimento. A questo sviluppo edilizio spontaneo segue quello pianificato della Società Valsacco che costruisce un piccolo villaggio di edifici bi/quadrifamiliari e dalla chiesa di San Gioacchino.
- 1906 - La fabbrica trasferisce parte della produzione, le case vengono acquistate dalle Ferrovie dello Stato per adibirle a residenze per i dipendenti.
- 1909 - La Società Valsacco chiude. A Segni Scalo vivono 50 famiglie.
- 1912 - Lo Stabilimento Valsacco viene rilevato dalla Società B.P.D. Vengono edificati nuovi impianti su 34 ettari di terreno.
- 1913 - Lo Zuccherificio viene convertito in fabbrica di esplosivi. Il Senatore e ingegnere Leopoldo Parodi Delfino sorvola con il proprio aereo le terre allora appartenenti al principe Filippo Andrea VI Doria Pamphili, e sceglie il luogo per impiantare una industria bellica. Nasce un nuovo gruppo di edifici, in località Santa Barbara, per dirigenti, operai e loro famiglie. Negli anni successivi si verificano immigrazioni di edili dalle Marche, per la costruzione dei nuovi impianti (1920) e una immigrazione dalla Toscana e dall'Umbria a seguito della costruzione dell'impianto delle 13 lavorazioni metalmeccaniche (1930).
- 1935 - Con legge XIII, n. 1147 del 13 giugno 1935, pubblicata sulla O.D. dell'8 luglio 1935, n. 157, viene fondato il Comune di Colleferro che incorpora porzioni di Valmontone, di Segni e di Paliano. La BPD incarica l'ingegnere Riccardo Morandi di progettare un nuovo Centro urbano. Vengono realizzati i primi edifici di Corso Garibaldi, a blocco, per le famiglie degli impiegati, prospicienti la direzione della BPD.
- 1936 - L'ing. Morandi consegna il Piano Regolatore del Comune, che prevede la realizzazione di un gruppo di case a schiera, bi e quadrifamiliari, sul modello delle città-giardino inglesi. Le residenze si sviluppano tutte su due livelli con accessi a quote diverse su due fronti principali, sfruttando l'orografia del terreno. In questa fase l'insediamento di Colleferro interessa circa 15 ettari e comprende case in linea per gli impiegati, case a schiera per gli operai (200 vani) e numerosi edifici pubblici, come scuole alberghi per gli operai non residenti, dopolavoro, mercato e spaccio direzione.
- 1950-1953 - A seguito della promulgazione della legge Fanfani (1949) Viene realizzato, dall'INA CASA, il nuovo quartiere di Piazza Mazzini, già pianificato da Morandi. Gli edifici in linea, su tre piani, sono posizionati con le testate ortogonalmente sul viale che, dal corso principale, attraversa la piazza.

### Simboli
Lo stemma è stato adottato dal comune di Colleferro nel 1950 a seguito di un concorso pubblico, indetto con delibera n. 129 del 7 maggio 1949, che vide la presentazione di 15 bozzetti. Vinse quello presentato da Guido Bonivento. Tra gli elementi presenti vi sono la vanga che simboleggia l'attività agricola che ha caratterizzato la Valle del Sacco, il sole nascente con dodici raggi, e la bandiera italiana a dimostrazione di come Colleferro, dall'apertura dello Stabilimento BPD, sia stato paese dell'accoglienza, perché nel periodo 1937-1943 erano presenti lavoratori provenienti da 17 regioni e quattro nazioni.
Il progetto araldico per la creazione dello stemma comunale si è quindi ispirato:
- alla provenienza originaria di questa popolazione, perciò è stato scelto quel fondale per lo scudo il tricolore nazionale a simboleggiare la realizzata unione in Colleferro di tutti gli italiani;
- alle prevalenti attività industriali e di qui la ruota dentata che racchiude il centro dello scudo e l'incudine in esso riprodotta;
- alle sorgenti attività agricole e perciò il sole che sorge a fecondare, unitamente all'opera dell'uomo (la vanga), i campi;
- con la riproduzione dell'acquedotto romano si è voluto ricordare l'origine prettamente romana di queste terre; e con i colori rosso-nero del fondale si è inteso consacrare i colori municipali;
- il motto latino In labore virtus vuole significare la preminenza assoluta che il lavoro ha avuto nella scelta ed ha nella vita di questo comune.

Il gonfalone è un drappo partito di rosso e di nero.

## Monumenti e luoghi d'interesse

### Architetture religiose

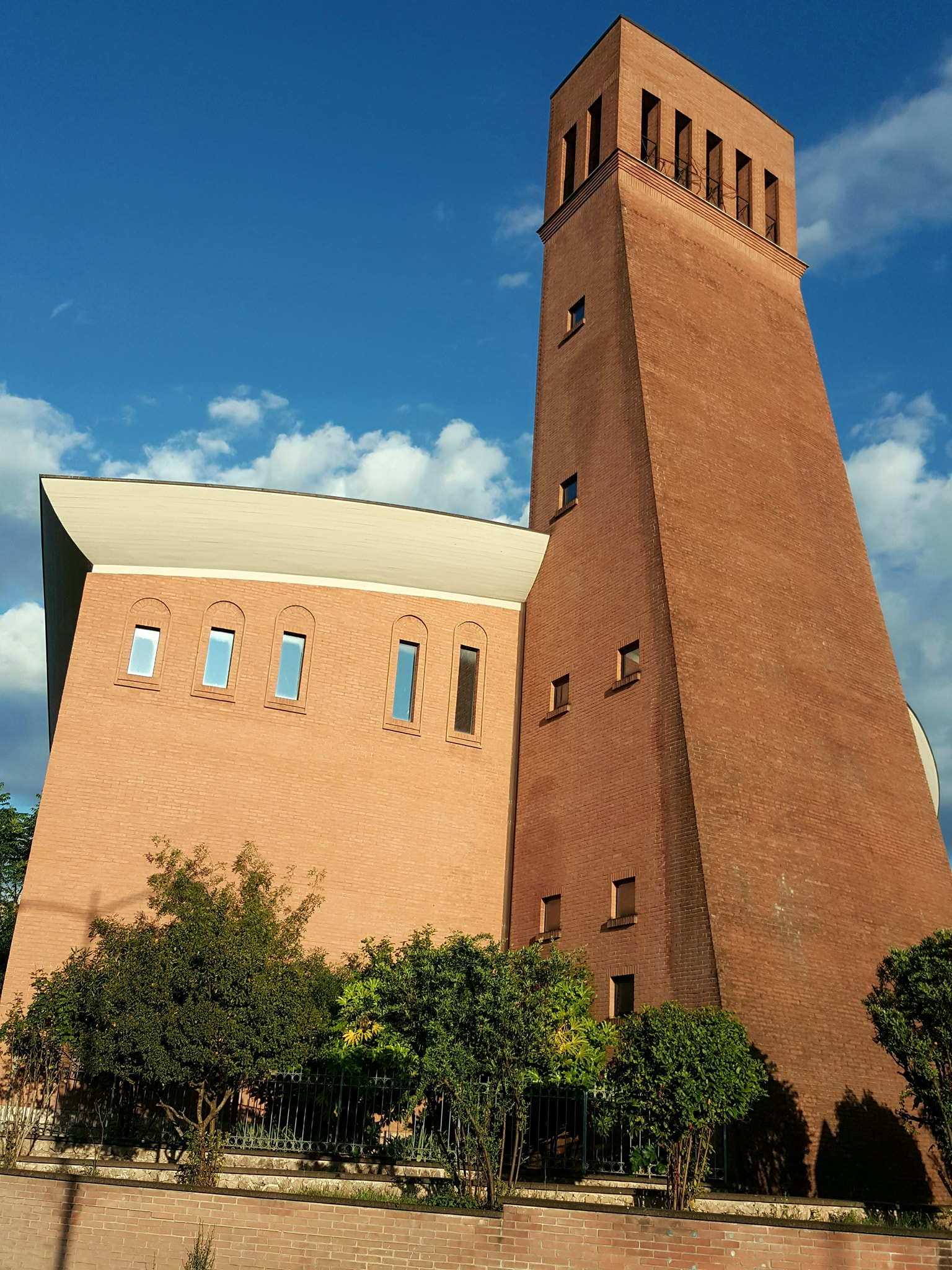
Chiesa di San Bruno

- Chiesa di Santa Barbara, la più grande delle chiese di Colleferro, realizzata dall'ingegnere Riccardo Morandi, si trova al centro della città.
- Tempietto di Santa Barbara
- Chiesa di San Benedetto
- Tempietto di Sant'Anna
- Chiesa di San Gioacchino, che si trova a Colleferro Scalo, è la chiesa più antica.
- Chiesa di Maria Santissima Immacolata
- Chiesa di San Bruno, è la chiesa più recente.

### Architetture militari
- Castello Vecchio

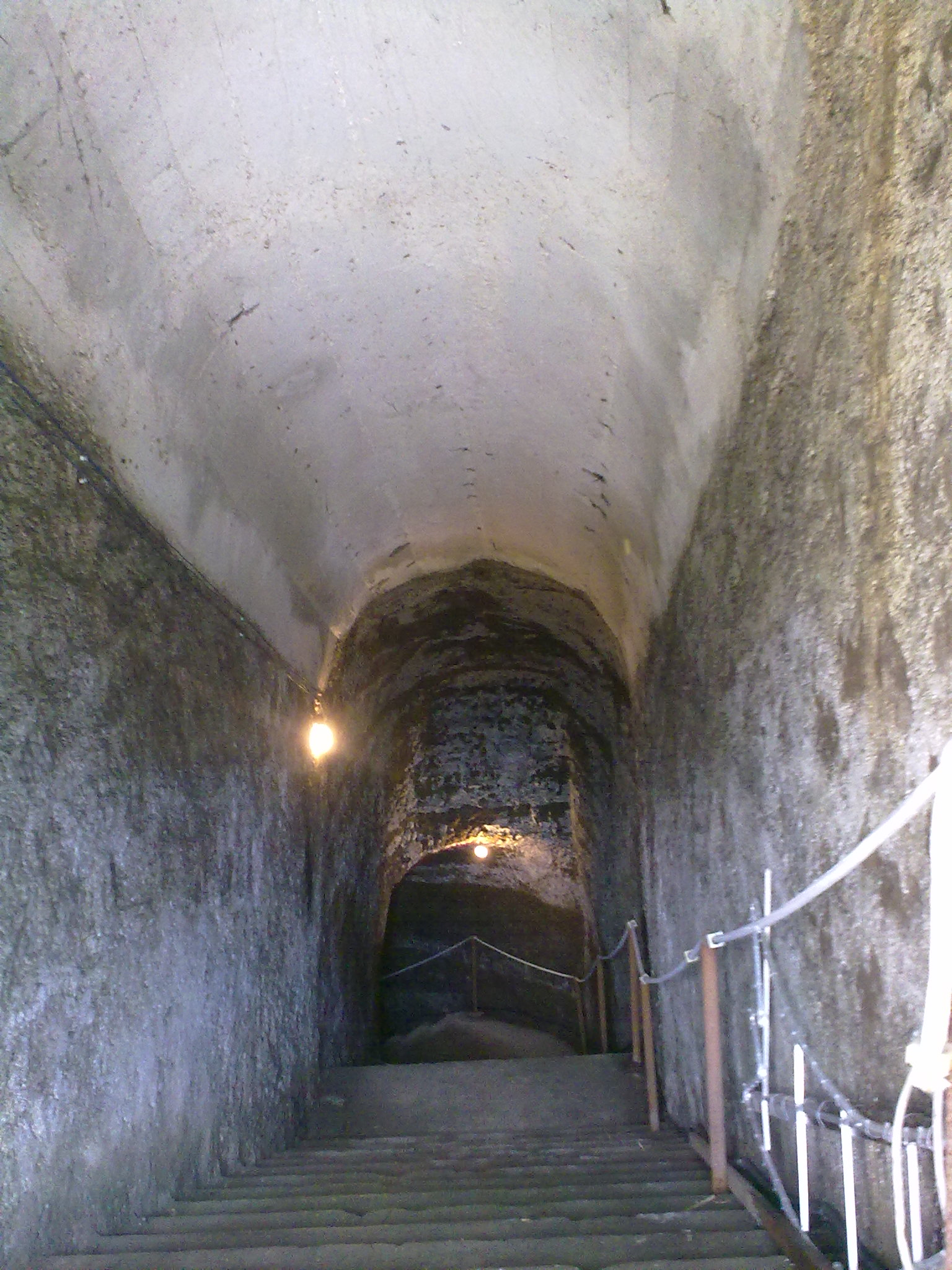
Una delle entrate/uscite dei Rifugi

- Rifugi antiaereo di Colleferro, residuato della seconda guerra mondiale, in cui trovarono riparo circa 3000 civili durante i bombardamenti; gran parte dei "Rifugi" è ancora visitabile nel giorno di Santa Barbara (4 dicembre), patrona del paese.
- Castello di Piombinara.

## Società
Molti abitanti, provenienti da diverse regioni d'Italia e anche dall'estero, soprattutto dalla Romania, dalla Bulgaria, e dall'Albania, che si sono trasferiti a Colleferro trovando impiego alla Snia, all'Italcementi e in molti altri stabilimenti che si sono creati nelle vicinanze.

### Evoluzione demografica
Abitanti censiti

Nella tabella si nota l'evoluzione del numero della popolazione residente a Colleferro dal 2001 al 2015.
| Anno | Residenti | Variazione |
| ---- | --------- | ---------- |
| 2001 | 20 712    |            |
| 2002 | 20 635    | -0,37%     |
| 2003 | 20 644    | 0,04%      |
| 2004 | 21 536    | 4,32%      |
| 2005 | 21 581    | 0,21%      |
| 2006 | 21 502    | -0,37%     |
| 2007 | 21 856    | 1,65%      |
| 2008 | 22 071    | 0,98%      |
| 2009 | 22 170    | 0,45%      |
| 2010 | 22 142    | -0,13%     |
| 2011 | 21 538    | -2,73%     |
| 2012 | 21 614    | 0,35%      |
| 2013 | 21 768    | 0,71%      |
| 2014 | 21 647    | -0,56%     |
| 2015 | 21 595    | -0,24%     |
| 2016 | 21 521    | -0,34%     |

### Etnie e minoranze straniere
Secondo i dati ISTAT al 31 dicembre 2023 la popolazione straniera di 2 043 persone, pari al 9,72% dei residenti.
Le nazionalità maggiormente rappresentate in base alla loro percentuale sul totale della popolazione residente sono:
- Romania 531
- Bulgaria 393
- Nigeria 227
- Albania 125
- Marocco 93
- Cina 79
- Egitto 52
- Ucraina 46
- India 40

### Qualità della vita
Per l'intensa attività industriale e soprattutto chimica, Colleferro ha dovuto far fronte a un notevole sovraccarico di inquinanti che hanno contaminato terreni e falde acquifere nel territorio comunale e nella Valle del Sacco in generale.
In particolare, il beta-esaclorocicloesano venne usato abbondantemente fino agli anni settanta per la produzione di insetticidi, poi limitato e infine proibito nel 2001.
Con le acque piovane che colavano nei terreni delle discariche a cielo aperto e si convogliavano nei fossi detti "Fosso Savo" e "Fosso Cupo" si creò un inquinamento costante nel Fiume Sacco, il quale, esondando, portò gli inquinanti sui terreni agricoli limitrofi, generando problemi in tutta la catena alimentare.
L'emergenza ambientale è stata affrontata con fondi regionali e con bonifiche. Studi sul terreno nell'area industriale di Colleferro sono stati finanziati dalla Regione Lazio, e da essi emerge che ci sono ancora livelli molto elevati di esaclorocicloesano, DDE (Diclorodifenildicloroetilene), e DDT nei terreni agricoli, e presenza di mercurio, cromo, arsenico, diossine e altre sostanze tossiche nell'area industriale di Colleferro. Nel 2006 è stato dichiarato lo "stato di emergenza socio-economico-ambientale", poi prorogato a più riprese fino ad oggi.
Nel 2005 è stato approvato un progetto di monitoraggio di lungo periodo della salute della popolazione nell'area della Valle del Sacco, in carico al dipartimento di epidemiologia della ASL Roma E in collaborazione con le ASL Roma G e Frosinone e con l'Istituto superiore di sanità, al fine di verificare lo stato di salute dei cittadini dell'area. È stato riscontrato un quadro di mortalità e morbosità tra i peggiori nei tre comuni della provincia di Roma rispetto al resto della Regione. Nel 2012 lo stabilimento dell'Italcementi è stato sequestrato per emissione di sostanze nocive.

## Cultura

### Istruzione

#### Università
- Colleferro ospita la sede distaccata dell'Università di Tor Vergata di Roma con le Facoltà di Infermieristica[16] e Tecniche della Prevenzione nell’Ambiente e nei Luoghi di Lavoro[17]
- È sede dell'Università della Terza Età.
- È sede della Facoltà di Scienze Infermieristiche sede distaccata dell'Università La Sapienza di Roma

#### Musei
- Museo archeologico del territorio toleriense
- Museo civico delle telecomunicazioni, che ospita la Collezione Cremona
- Museo del rugby, con sede legale a Colleferro ma espositiva ad Artena

### Teatro
- Teatro Vittorio Veneto

### Cinema
Film girati a Colleferro
- Europa '51, film del 1952, diretto da Roberto Rossellini, e interpretato da Ingrid Bergman, diverse scene sono state girate all'interno ed all'esterno del cementificio Italcementi; la ragazza che nel film accompagna al posto di lavoro ed istruisce Irene Gerard (Ingrid Bergman), è Margherita Armenis, una colleferrina che all'epoca delle riprese lavorava proprio nel cementificio.
- L'arcidiavolo, film del 1966 diretto da Ettore Scola e interpretato da Vittorio Gassman, Mickey Rooney e Claudine Auger. Il "Quadrivio della Torraccia" dove Belfagor arriva sulla terra è ambientato in località Torresanti a Colleferro: quelli che si vedono sono in realtà i ruderi della Torre di Guardia nei pressi del fiume Sacco.
- La Califfa, film del 1971 diretto da Alberto Bevilacqua e interpretato da Ugo Tognazzi e Romy Schneider. Alcune scene sono state girate all'interno del cementificio dell'Italcementi.
- Lo chiameremo Andrea, film del 1972 diretto da Vittorio De Sica e interpretato da Nino Manfredi e Mariangela Melato.
- Il testimone, miniserie gialla girata nel 2001 da Michele Soavi, nel quale cast figuravano Raul Bova, Ennio Fantastichini, Dino Abbrescia ed Aisha Cerami.
- Uno bianca, parte del film e miniserie televisiva, girato nel 2001 da Michele Soavi, nel cast figuravano Kim Rossi Stuart, Dino Abbrescia, Claudio Botosso, Bruno Armando, Giorgio Crisafi, Luciano Curreri.
- Città Novecento (The 20Th Century New Town) (2020), regia di Pierluigi Ferrandini e Dario Biello - docufilm con Alessandro Haber.

## Geografia antropica

### Frazioni
- Colleferro Scalo
- Quarto Chilometro

## Economia

### Agricoltura
Il territorio ha da sempre una vocazione agricola.
Dal 2006 si trova nel "Distretto Rurale ed agroenergetico della Valle dei Latini".
Nell'ambito della riqualificazione della Valle del Sacco è stato avviato un esperimento di "colture no food" (colture non per l'alimentazione). Le coltivazioni saranno girasoli per il biodiesel e pioppi per alimentare le caldaie a biomassa.
Per quel che riguarda l'allevamento, l'emergenza ambientale aveva imposto l'abbattimento del bestiame e la distruzione del latte per tutela sanitaria in tutte le aziende zootecniche del territorio. L'allevamento è in seguito ripreso con numerose tutele per i consumatori.
A febbraio 2013 si è svolto uno dei più grandi sequestri di equidi mai avvenuti in Italia: 104 tra cavalli, asini muli gravemente maltrattati, malati o denutriti, sono stati sequestrati dalle autorità competenti con la collaborazione internazionale delle associazioni animaliste Il Rifugio degli Asinelli, The Donkey Sanctuary e Italian Horse Protection Association.

### Industria

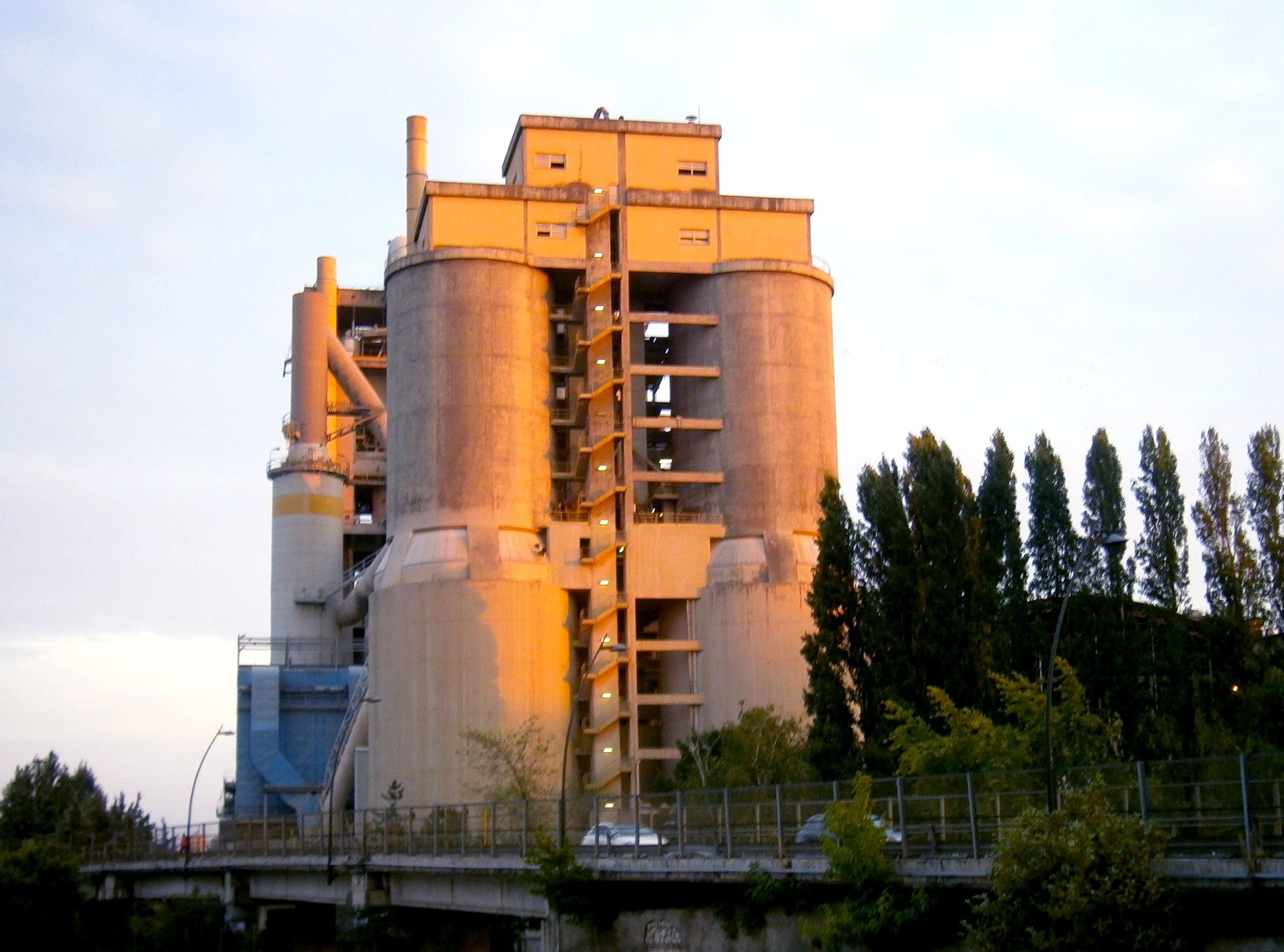
Cementeria

Lo sviluppo di Colleferro è legato sin dalle origini alla sua vocazione industriale, con l'apertura dell'azienda di esplosivi Bombrini Parodi Delfino (BPD), al quale si sono aggiunti numerosi stabilimenti chimici e tessili. L'area industriale di Colleferro si sviluppa su 1000 ettari di terreno, in gran parte di proprietà della Se.co.svim.
Nel 1950 la BPD realizzò il Lauril, il primo sapone in polvere in Italia.
Nel 1966 la BPD Difesa e Spazio venne rilevata dall'AVIO, diventando la migliore azienda nel campo della propulsione militare e spaziale.
Il 9 aprile 2003 è stato effettuato il 15º lancio dell'Ariane 5 che portava sui booster, che vengono prodotti nello stabilimento AVIO, il nome CITTA' DI COLLEFERRO; è stato come un "tributo" per festeggiare i 90 anni di attività degli stabilimenti che costruiscono i propulsori.
Alcune delle aziende più importanti del territorio sono e sono state: SNIA; per la lavorazione della pozzolana l'Italcementi; nel settore chimico la Caffaro Chetoni, la Caffaro Benzoino, la Se.co.svim; per la costruzione e la riparazione delle carrozzerie ferroviarie la Alstom e la RFI. Tra le aziende ad alta tecnologia ricordiamo la Avio, operante nel settore aerospaziale, nel settore bellico annoveriamo invece la Simmel, ora KNDS.

## Infrastrutture e trasporti

### Strade
- Autostrada A1 Milano-Napoli nel tratto Roma-Napoli, casello di Colleferro
- Strade regionali:
  - Casilina (SR 6), ex strada statale 6 Casilina", attraversa la cittadina all'altezza della frazione di Colleferro Scalo
  - Carpinetana (SR 609), ex strada statale 609 Carpinetana
- Strade provinciali:
  - "Palianense", conosciuta anche con il nome urbano di "via Palianense", che collega Colleferro alle città di Paliano, Bellegra, Olevano Romano, ed alcuni centri dell'entroterra laziale Piglio;
  - Ariana (SP 600dir), ex strada statale 600dir Ariana, conosciuta con il nome urbano di "via Latina", collega Colleferro con la cittadina di Artena e con altre località dei Castelli Romani, passando per la frazione del Quarto Chilometro.

### Ferrovie
Colleferro è servita dalla stazione di Colleferro-Segni-Paliano, posta sulla ferrovia Roma-Cassino-Napoli.

### Mobilità urbana
- I collegamenti urbani sono garantiti dagli autobus della società "Corsi e Pampanelli"[23]
- I collegamenti interurbani sono gestiti dalle autolinee COTRAL, che effettuano collegamenti quotidiani con Roma e le altre città della provincia.[24]

## Amministrazione

### Gemellaggi
Colleferro è gemellata con:
- Colmenar Viejo
- Törökbálint

### Altre informazioni amministrative
Iniziò a svilupparsi a ridosso di un nucleo preesistente ("Segni Scalo", poi "Colleferro Scalo"), alla vigilia della prima guerra mondiale. È pertanto una delle più giovani città italiane, e città di fondazione. Fino al 13 giugno 1935 la frazione di Colleferro fece parte del governatorato di Roma, divenendo quindi comune autonomo.

## Sport

### Atletica leggera
- ACS Atletica Colleferro segni.[27]

### Calcio
- S.S.D. Colleferro 1937 Calcio (colori sociali rosso e nero) che, nel campionato 2023-24, milita nel campionato maschile di Eccellenza.[28]

### Calcio a 5
- Forte Colleferro (colori sociali bianco e blu) che, nel campionato 2022-23, milita nel campionato maschile di serie B[29] e nel campionato femminile di serie C.[30]
- Città di Colleferro C5 che, nel campionato 2022-23, milita nel campionato maschile di serie C1.[31]
- Real Legio Colleferro (colori sociali bianco e nero) che, nel campionato 2022-23, milita nel campionato maschile di serie D.[32]

### Ginnastica
- ADG Agorà Colleferro società più volte campione d'Italia.

### Nuoto
- Associazione sportiva dilettantistica Nuoto Colleferro

### Pallacanestro
- Pallacanestro Colleferro che, nel campionato 2023-2024, milita nel campionato maschile di divisione regionale 1 e nel campionato under 19 eccellenza

### Pallanuoto
- Sport Team 2000 Colleferro

### Pallavolo
- Dea Volley che nel 2022-2023 milita nel girone "I" del campionato femminile di Serie B2.[33]

### Rugby
- Colleferro Rugby 1965 che nel 2023-2024 milita nel campionato maschile di serie B.[34]

### Tennistavolo
- Associazione sportiva dilettantistica Mitici Colleferro di tennistavolo

### Impianti sportivi

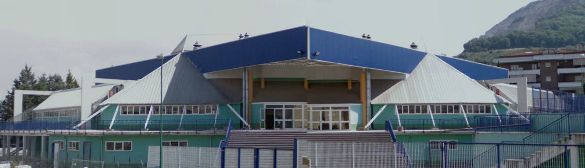
Palazzetto dello sport

- Stadio Maurizio Natali: il primo stadio ufficiale della città dove la BPD Colleferro disputò la serie C. Abbattuto a fine anni '80.
- Stadio Maurizio Natali: stadio costruito in Via degli Atleti per sostituire il "primo Maurizio Natali". Utilizzato per rugby ed atletica. Capienza 2000 posti al coperto.
- Stadio Andrea Caslini: attuale impianto del Colleferro Calcio. 950 posti al coperto.
- Stadio Di Giulio Bruno. Utilizzato per le giovanili del Colleferro Calcio  e dalle altre società colleferrine che militano nelle categorie inferiori. Capienza 500 posti circa.
- Palazzetto dello Sport "PalaRomboli"; ospita gli allenamenti e le partite della Forte Colleferro e le partite della serie B della Dea Volley, nonché altri eventi sportivi.
- Piscina Comunale: Viale Europa: attuale impianto dello "Sport Team 2000 Colleferro" (pallanuoto).
- Palazzetto "Palavenia": impianto utilizzato dall' A.S.D. Pallacanestro Colleferro.